# Flugwerk (Bühnentechnik)

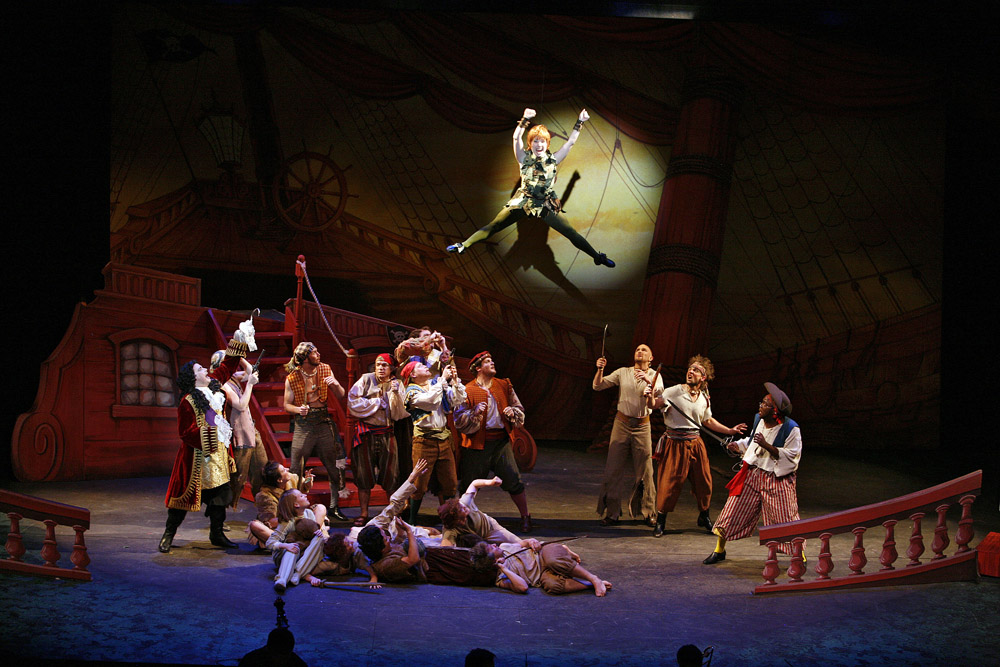
Personenflug im Stück Peter Pan

Ein Flugwerk ist eine zur Oberbühne einer Spielstätte gehörende fördertechnische Einrichtung, die während des Bühnengeschehens zum Heben, Senken und Verfahren von Personen (Personenflug) oder Dekorationsstücken benutzt wird. Es stammt aus der Zeit der frühen Renaissance, wo auf der Telari-Bühne beim Trick „Gott aus der Maschine“ („Deus ex machina“) eine Person plötzlich erscheinen musste.
Die anzuhebende Person trägt gewöhnlich ein spezielles Flugkorsett, an dem die Punktzugseile von mindestens drei computergesteuerten Seilwinden eingehakt sind. Dreidimensionale Flugbahnen sind so realisierbar: Gerade, Kreis, Spirale oder ein nach Wunsch programmierter Weg. Althergebracht ist das System mit einer Laufschiene – fest oder höhenbeweglich – quer über die Bühne, an der ein Laufwagen – gegebenenfalls mit Hubseil – auch von Hand verfahren werden kann.